# 小行星8939
小行星8939（英語：8939 Onodajunjiro）是一颗围绕太阳公转的小行星。1997年1月29日，小林隆男在大泉天文台发现了此天体。
这颗小行星的绝对星等为79.2964236546533等。